# Lidy Prati
Lidia "Lidy" Elena Prati (1921–2008) fue una pintora argentina conocida por sus pinturas abstractas y geométricas. Durante la década de 1940, Prati fue miembro fundador de la Asociación Arte Concreto-Invención movimiento de arte (o Asociación de Arte de Invención Concreta) junto con Enio Iommi y Tomás Maldonado.

## Trayectoria
Lidia Elena Prati nació en Resistencia, Chaco, Argentina en 1921. En 1942 realizó su primera y única exposición en el Salón Peuser de Buenos Aires.
En 1944 Prati contribuyó a la publicación Arturo. Esta publicación estuvo encabezada por un grupo de artistas, incluyendo Carmelo Arden Quin, Gyula Kosice, y Rhod Rothfuss, siendo hoy considerada una precursora importante a los movimientos artísticos de vanguardia Concreto-Invención y Madí, desarrollados en Argentina. Quin, Kosice y Rothfuss más tarde formarían Madí y Maldonado el grupo Concreto-Invención, respectivamente. Otros artistas que contribuyeron a Arturo fueron Joaquín Torres García, Piet Mondrian, y Wassily Kandinsky.
En 1945 Edgar Bayley etiquetó la respuesta argentina al movimiento de arte Concreto europeo con el nombre de invencionismo. Este mismo grupo de artistas más tarde devendría en la Asociación Arte Concreto-Invención. En agosto de 1946 Prati era uno de los firmantes del Inventionist Manifesto, un manifiesto publicado en la primera edición de la revista de grupos aparecida bajo el nombre de Arte Concreto. En línea con lo abstracto, sin tendencias figurativas como ocurría con la producción de los invencionistas, sus pinturas durante este periodo fueron altamente abstractas, geométricas y coloridas. De hecho, una influencia clave en su estilo estético fue Piet Mondrian. Asimismo, también experimentó con telas conformadas. En 1950 participó en la Exposición Arte Concreto celebrada en el Instituto De Arte Moderno de Buenos Aires.
En 1952 viajó a Europa. Durante este tiempo conoció y entabló amistad con el artista suizo Max Bill, quien entonces era un practicante temprano del arte Concreto europeo. Ese mismo año se unió al Grupo de Artistas Modernos de la Argentina, un multi-movimiento de arte disciplinario, por petición del poeta argentino Aldo Pellegrini. Este grupo congregaba diversas líneas de artistas no figurativos: por un lado, al grupo de artistas concretos, entre ellos Lidy Prati junto con Maldonado, Hlito, Iommi y Girola, y por otro lado, a un conjunto de artistas independientes –Fernández-Muro, Sarah Grilo, Miguel Ocampo y Hans Aebi. En 1952 Prati expuso con el grupo en una exposición que fue titulada Grupo de Artistas Modernos de la Argentina que Pellegrini organizó en la Galería de Arte Viau, en Buenos Aires.
En la misma década de los cincuenta Prati abandonó la pintura a favor del diseño gráfico, joyas y textiles.
En 1963 Prati no sólo participó sino que también diseñó el cartel para la exposición 20 Años de Arte Concreto en el Museo de Buenos Aires de Arte Moderno.
En 1970 Prati cofundó la revista Artinf con los artistas Germaine Derbecq, Silvia de Ambrosini, y Odile Baron Supervielle.
Prati Murió en Buenos Aires en 2008.

## Obra
El trabajo de Prati puede localizarse en numerosas colecciones públicas, incluyendo:
- Museo de Arte Moderno[7]
- Fundación de Arte Cisneros Fontanals (CIFO)[8]
- MALBA[9]